# Lil Peep
Gustav Elijah Åhr (Allentown, 1 de novembro de 1996 – Tucson, 15 de novembro de 2017), mais conhecido pelo nome artístico Lil Peep, foi um rapper, cantor, compositor e músico americano. Ele fez parte do grupo coletivo de emo rap GothBoiClique. Ajudando a pioneirar um estilo de rap e rock com influências do gênero emo, Lil Peep foi creditado como uma figura líder da cena de rap emo do meio para o final dos anos 2010.
Nascido em Allentown, Pensilvânia, de mãe americana e pai sueco, e criado em Long Island, Åhr começou a lançar músicas no SoundCloud em 2013 sob o nome "Trap Goose", mais tarde mudando seu nome artístico para Lil Peep porque sua mãe o chamava de "Peep" desde que ele era bebê. Ele logo se tornou popular na plataforma com o lançamento de seu single de 2015 "Star Shopping", e sua popularidade cresceu ainda mais com o lançamento das mixtapes Lil Peep; Part One e Live Forever ainda naquele ano. Em 2016, Lil Peep lançou suas mixtapes amplamente aclamadas Crybaby e Hellboy, juntamente com muitos outros projetos, incluindo California Girls e Vertigo.
A primeira apresentação ao vivo de Lil Peep foi em 12 de fevereiro de 2016, em Tucson, como membro do Schemaposse. Mais tarde naquele ano, ele fez uma breve turnê com Fat Nick, Mikey The Magician e Smokepurpp. Na primavera de 2017, Lil Peep embarcou em sua primeira turnê solo, se apresentando para casas lotadas em três cidades russas, atravessando a Europa Ocidental e depois os Estados Unidos. Pouco depois da turnê, Lil Peep se mudou para Londres, onde gravou seu EP Goth Angel Sinner, e em agosto lançou seu álbum de estúdio de estreia, Come Over When You're Sober, Pt. 1. Enquanto suas mixtapes exploravam emo, trap, lo-fi e rock alternativo, seu álbum de estreia foi uma transição para o pop punk e rap rock. Seu segundo álbum, Come Over When You're Sober, Pt. 2, foi lançado em 2018 e estreou em quarto lugar na Billboard 200. Um documentário sobre ele, Everybody's Everything, foi lançado em 2019.
Em 15 de novembro de 2017, duas semanas após completar 21 anos, Lil Peep morreu em seu ônibus de turnê antes de uma apresentação agendada em Tucson, no seu último show em uma turnê de 33 datas pelos Estados Unidos. O escritório do legista do condado de Pima, que realizou testes toxicológicos em Lil Peep, determinou sua causa de morte como uma overdose acidental de fentanil, um poderoso opioide, e Xanax, um sedativo benzodiazepínico. Sua morte foi observada como uma grande perda para a música do século XXI. "Ele poderia ter sido o Kurt Cobain de sua geração", afirmou um perfil da revista Rolling Stone.

## Infância e juventude
Gustav Åhr nasceu em 1 de novembro de 1996, em Allentown, Pensilvânia tendo crescido em Long Island, Nova Iorque. A mãe, Liza, era professora da primeira série em Long Island e tem ascendência alemã e irlandesa, enquanto seu pai é de origem alemã e sueca. Seus pais eram graduados na Universidade Harvard. Os pais de Peep sempre serviram de exemplo para que Gustav fosse uma pessoa com futuro acadêmico, mas Gus preferiu seguir outros caminhos. Após a separação de seus pais, Lil Peep passou a ter pouco contato com seu pai. Quando criança, se destacava nos esportes, mas o que mais gostava era de videogames e skate. Com 15 anos de idade, Peep fez sua primeira tatuagem.
Lil Peep abandonou o ensino médio e começou a fazer cursos on-line de informática, obtendo um diploma. Mas seu interesse era pela música, em pouco tempo começou a fazer gravações sob seu nome "Lil Peep", e a postá-las no YouTube e SoundCloud. Lil Peep fazia a maioria de suas músicas com menos de 5 minutos cada. Suas influências eram bandas como Blink-182, Fivio Foreign, Red Hot Chili Peppers e My Chemical Romance. Com 16 anos, desenvolveu ansiedade, algo que o provocava vômitos na parte da manhã. Sua mãe sabia de seus problemas e tentava convencê-lo a consultar um psicólogo, mas ele preferia se automedicar, principalmente com maconha e alprazolam, um fármaco utilizado em distúrbios da ansiedade e em crises de agorafobia. Sua mãe não sabia de seu uso de alprazolam.
Com 17 anos, fez a primeira tatuagem no rosto, um coração partido. Depois de conseguir o diploma de ensino à distância, Peep mudou-se para Los Angeles com um amigo em busca da carreira musical, mas logo voltou para Long Island. Então, usando um MacBook com um software chamado garageband e um microfone, Peep começou a fazer suas próprias músicas.

## Carreira

### Início (2015-2017)

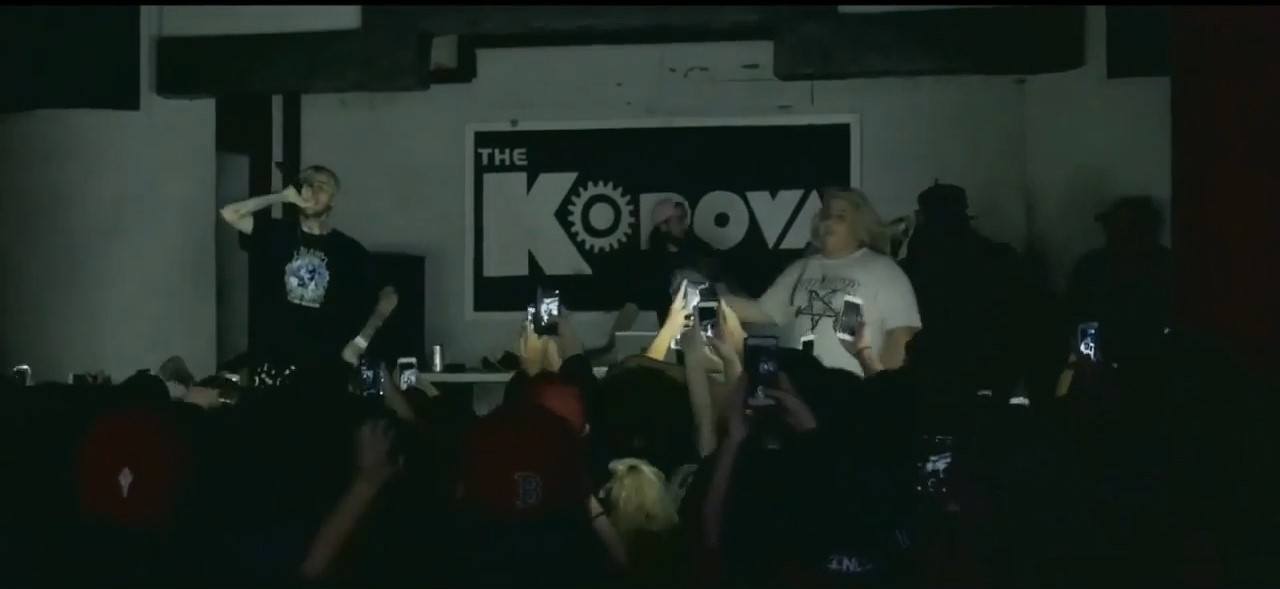
Lil Peep (à esquerda) se apresentando com Fat Nick em 2016

Em 2015, Ahr lançou seu primeiro mixtape, Lil Peep Part One, com algum sucesso, gerando 4.000 exibições na primeira semana. No mesmo ano, lançou seu primeiro EP Feelz e outra mixtape, Live Forever..
Em 2016, Åhr lançou os dois mixtapes que alavancaram a sua carreira: Crybaby em Junho e Hellboy, em setembro.
Em maio de 2017, a banda Mineral acusou Åhr de plágio, com base na canção "Hollywood Dreaming" conter uma sample não licenciada e não creditada da canção "LoveLetterTypewriter", retirada do álbum dos Minerais de 1998, EndSerenading. Åhr disse que estava somente tentando "mostrar alguma admiração" ao utilizar aquele sample.

### Come Over When You're Sober(2017)
Em 2 de junho de 2017, Åhr anunciou seu álbum de estreia, Come Over When You're Sober via Instagram, com data de lançamento de 11 de agosto de 2017.
Åhr anunciou uma turnê Come Over When You're Sober para promover seu álbum de estreia, que começou em 2 de agosto de 2017, com término previsto para 17 de novembro de 2017.

## Videoclipes
Em 8 de junho de 2017, Lil Peep lançou o videoclipe para a canção "Benz Truck", filmado e dirigido por Mezzy, Wiggy e Joseph Breese, com VFX de Sus Boy. Pouco depois, em 18 de agosto de 2017, lançou um videoclipe para a música "Awful Things". Lil Peep havia já gravado onze videoclipes de forma independente, para "Backseat", "Girls", "White Wine", "Gym Class", "Beamerboy", "Drugz", "Live Forever", "California World", "Your Eyes", "Nothing to u" e "White Tee". Em 27 de julho de 2017 Lil Peep lançou o videoclipe para a música "The Brightside", que também serve como segundo single do seu álbum de estreia Come Over When You're Sober, Pt I.

## Estilo musical
Lil Peep é descrito como "SoundCloud rapper", e o seu estilo musical como sendo rap lo-fi e emo-rap. O New York Times definiu Åhr como o "Kurt Cobain" do século 21, classificando a sua música como sombria e diabolicamente melódica. A música de Åhr recebeu influências tanto do rap sulista dos Estados Unidos, como na introspecção angustiada do subgénero de rock post-hardcore.
A música de Åhr contém temas líricos sobre temas como o suicídio, relações passadas e uso abusivo de drogas. Åhr foi descrito por Steven J. Horowitz, da revista online Pitchfork, como "o futuro da música emo". As suas influências musicais incluem Blink-182, Gucci Mane, Green Day , Future, Riff Raff, Red Hot Chili Peppers, Crystal Castles, Seshollowaterboyz, Rozz Dyliams, My Chemical Romance e Panic! at the Disco. As suas músicas usaram samples de faixas de artistas como Brand New, Radiohead, Underoath, Avenged Sevenfold, Slayer, The Postal Service, Oasis e The Microphones.
No dia 12 de fevereiro de 2018, o seu amigo e DJ Marshmello publicou a última contribuição de Peep para a música, "Spotlight", a pedido da mãe do falecido rapper.

## Vida pessoal
Em 2017, Lil Peep morava em Londres, integrando o grupo GothBoiClique. Anteriormente, havia sido membro do grupo Schemaposse.
Åhr tocava trombone e tuba.
Lil Peep era conhecido pelo uso e abuso de substâncias tóxicas, especialmente pelo vício abusivo em cocaína, ecstasy e alprazolam, algo ao qual ele próprio se referia regularmente nas suas letras e posts nas redes sociais. Em um post no Instagram, Lil Peep proclamou-se como um "junkie produtivo", dizendo "não use drogas". Ele era também bastante sentimental nas músicas que produzia sobre a sua conturbada relação com a sua mãe.
Ele namorou com atriz e cantora Bella Thorne.
Em agosto de 2017, em sua conta no Twitter, Peep assumiu ser bissexual.

## Morte

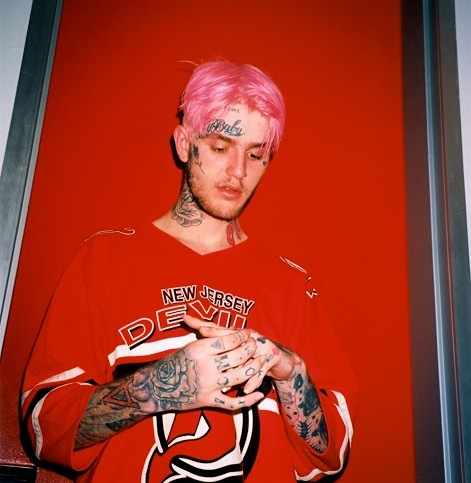
Antes de morrer de uma overdose acidental em 2017, Lil Peep teria o potencial de levar o rap do SoundCloud ao mainstream pop

Em 15 de novembro de 2017, Lil Peep foi encontrado morto no ônibus onde seguia sua turnê quando um de seus empresários foi acordá-lo para uma apresentação. A possibilidade de assassinato foi descartada, acreditando-se que sua morte teria sido resultado de uma overdose acidental. Em alguns dias certificaram-se que a causa da morte foi realmente overdose acidental devido aos efeitos combinados de fentanil e Xanax. Em seu relatório de toxicologia, foram encontradas as seguintes substâncias: alprazolam, cocaína, fentanil, di-hidrocodeína, hidromorfona, oxicodona, oximorfona, tramadol e cannabis. Não havia álcool em seu corpo.
Em um vídeo postado no Instagram horas antes de morrer, Lil Peep declarou ter ingerido cogumelos alucinógenos e fumado maconha concentrada. Em outro ele dizia ter ingerido seis pílulas de Xanax, seguido de um vídeo onde engole uma pílula branca e balança comprimidos guardados em um frasco. Em uma postagem em seguida possuía a legenda "When I die You'll love me", ou seja, "Quando eu morrer, você me amará".
Dias após a sua morte, um relatório policial revelou que Lil Peep havia dormido entre as 17:20, antes de sua apresentação. Seu empresário foi verificar Peep duas vezes e o encontrou dormindo e respirando normalmente, embora não conseguisse despertá-lo. Quando tentou pela terceira vez, Peep não respondia e aparentava não estar mais respirando. Foi tentada uma reanimação cardiorrespiratória no local, mas sem sucesso.
Lil Peep foi cremado em Nova Iorque.

### Homenagens
Vários grandes artistas na indústria musical prestaram suas condolências a Gustav, incluindo Diplo, Post Malone, Wiz Khalifa, Pete Wentz, Marshmello, Zane Lowe, A$AP Nast, Rich Brian, Playboi Carti, Ugly God, Lil Uzi Vert, Bella Thorne, Sam Smith, Lil Pump, Mark Ronson, Trippie Redd, Dua Lipa, Lil Tracy, Lil Xan , XXXTentacion e Travis Barker. A banda Good Charlotte prestou sua homenagem lançando um cover de sua música mais popular "Awful Things", tocada ao momento de seu funeral em Nova Iorque. O grupo de rock canadense Three Days Grace prestou homenagem postando um vídeo no Instagram e Twitter de um remix da música "Witchblades" de Peep com Lil Tracy. A batida da música remixada para uma faixa instrumental mais lenta da música da banda, "The Real You". Lil Peep seria mencionado por Juicy J (que havia colaborado com ele antes de sua morte) no single Powerglide de Rae Sremmurd. Lil Peep também foi homenageado durante o 60º Grammy Awards. Em 19 de junho de 2018, o rapper Juice WRLD lançou um EP de duas canções intitulado Too Soon.. dedicado a ele e XXXTentacion, este último envolvido em um homicídio relacionado a roubo. Na faixa de The 1975, "Love It If We Made It", há uma letra que faz uma homenagem a Lil Peep: "Rest in peace Lil Peep, The poetry is in the streets". Na música Glass House, de Machine Gun Kelly, que homenageia muitos artistas falecidos, Lil Peep é citado nas falas: "Wish Lil Peep and me had met, but I can't get that back".
Lil Peep foi cremado na Estação Huntington, em Nova Iorque, e suas cinzas foram colocadas no jardim de seu avô. Em 2 de dezembro de 2017, amigos, familiares e fãs prestaram homenagem a Lil Peep em seu memorial em Long Beach, Nova Iorque. Um memorial também foi realizado em Londres no mesmo dia em que uma grande imagem de Lil Peep foi projetada na lateral das Casas do Parlamento no centro de Londres.

## Discografia

### Álbuns
- Come Over When You're Sober, Pt. 1 (2017)
- Come Over When You're Sober, Pt. 2 (2018)
- Diamonds (com ILOVEMAKONNEN) (2023 - Álbum póstumo)

### Mixtapes
- Lil Peep Part One (2015)
- Live Forever (2015)
- Crybaby (2016)
- Hellboy (2016)

### EPs
- In The Bedroom, I Confess (2015)
- Garden (2015)
- Feelz (2015)
- Live Forever (2016)
- California Girls (com Nedarb Nagrom) (2016)
- Teen Romance (2016)
- Castles (com Lil Tracy) (2016)
- Castles II (com Lil Tracy) (2017)
- Goth Angel Sinner (2019 - EP póstumo)
- Vertigo (2020 - EP póstumo)
- Changes (2023 - EP póstumo)
- Hate Me EP (2024  - EP póstumo)

### Singles
- Running Out of Time - R.O.O.T (com P2thegoldmask) (2016)
- Gym Class (2016)
- Kiss (2017)
- Honestly (2017)
- Nightslayer (com Bexey) (2017)
- Avoid (com Wicca Phase Springs e Doves) (2017)
- Spotlight (com Marshmello) (2018 - Single póstumo)
- 4 Gold Chains (com Clams Casino) (2018 - Single póstumo)
- Gym Class (2019 - Single póstumo)
- Me and You (Com Cold Hart) (2020 - Single póstumo)

### Compilados
- Everybody's Everything (álbum)

## Leitura complementar
- «Emo rapper Lil Peep embodies sadboi aesthetic in new album». Rocky Mountain Collegian